# Unité urbaine de Marsilly
L'unité urbaine de Marsilly est une unité urbaine française constituée par la commune de Marsilly, petite ville littorale sur la côte atlantique appartenant à la deuxième couronne périurbaine de l'aire urbaine de La Rochelle, située dans le nord-ouest de la Charente-Maritime.

## Données générales
En 2010, l'INSEE a procédé à une révision des zonages des unités urbaines de la France; celle de Marsilly est demeurée inchangée et forme donc une ville isolée selon la nomenclature de l'Insee qui lui a donné le code 17107. 
C'est au recensement de 1999 que Marsilly a été catégorisée comme unité urbaine; elle comptait alors 2 235 habitants.
En 2007, avec 2 471 habitants, elle constitue la 25e unité urbaine de Charente-Maritime et appartient à la catégorie des unités urbaines de 2 000 à 4 999 habitants.
Sa densité de population qui s'élève à 207 hab/km2 en 2007 en fait une unité urbaine densément peuplée en Charente-Maritime.

## Délimitation de l'unité urbaine de 2010
Unité urbaine de Marsilly dans la délimitation de 2010 et population municipale de 2007
| Commune urbaine | Superficie | Population | Densité de population | Statut       |
| --------------- | ---------- | ---------- | --------------------- | ------------ |
| Marsilly        | 11,91 km2  | 2 798 hab. | 207 hab/km2           | Ville isolée |

## Sources et références
1. ↑  Composition de l'unité urbaine de Marsilly en 2010 - Source : Insee